# Glaico França
Glaico França (Curitibanos, 28 de fevereiro de 1991) é um lutador brasileiro de artes marciais mistas (MMA). Glaico iniciou no judô ainda criança, depois seguiu para o caratê, kickboxing e MMA.
Glaico "Nego" França foi o primeiro catarinense a vencer o reality show The Ultimate Fighter Brasil (TUF), na categoria peso-leve (até 70 kg). Glaico deixou sua cidade natal para treinar na Astra Fight Team, em Balneário Camboriú.

## Carreira no MMA

### TUF Brasil 4 - The Ultimate Fighter Brasil 4
Em sua estreia no programa, na fase eliminatória, Glaico finalizou Raush Manfio no segundo round. Nas quartas de final, Glaico venceu novamente por finalização no segundo round, dessa vez contra Nikolas Motta. Em seguida, derrotou Joaquim Silva por finalização, porém logo no primeiro round, garantindo sua vaga na decisão.
Ocorrida no UFC 190: Rousey vs. Correia, final do peso-leve foi contra Fernando Bruno. Glaico derrotou seu oponente por finalização no terceiro round.

### Áspera Fighting Championship - AFC 58
No dia 04 de novembro de 2017, Glaico nocauteou Marcelo Barreira no primeiro round e conquistou o cinturão meio médio (77Kg) do maior evento de MMA do Brasil.

### Pancrase 297 - Sato vs. França
No dia 01 de julho de 2018, em uma verdadeira guerra, Glaico finalizou Takashi Sato no quarto round e se tornou o campeão da categoria meio médio do evento japonês Pancrase, sendo denominado "King Of Pancrase".

## Títulos
- Venceu o TUF BRASIL: The Ultimate Fighter: Brasil 4
- Campeão 77Kg do Áspera Fighting Championship
- Campeão 77Kg do Pancrase - King Of Pancrase
- Sherdog @glaiconego 19-5-0 http://www.sherdog.com/fighter/Glaico-Franca-117927

## Cartel no MMA
| Cartel no MMA   |             |            |
| 22 lutas        | 17 vitórias | 5 derrotas |
| Por nocaute     | 9           | 0          |
| Por finalização | 7           | 1          |
| Por decisão     | 1           | 4          |

| Res.    | Cartel | Oponente                       | Método                         | Evento                                                   | Data       | Round | Tempo | Local                | Notas                                      |
| ------- | ------ | ------------------------------ | ------------------------------ | -------------------------------------------------------- | ---------- | ----- | ----- | -------------------- | ------------------------------------------ |
| Vitória | 19-5   | Takashi Sato                   | Finalização (mata-leão)        | Pancrase 297 - Sato vs. França                           | 01/07/2018 | 4     | 1:15  | Tóquio               | Conquistou o Cinturão 77 kg do Pancrase    |
| Vitória | 18-5   | Hiroyuki Tetsuka               | Decisão (dividida)             | Pancrase 293 - Senzo vs. Wakamatsu                       | 04/02/2018 | 3     | 5:00  | Tóquio               |                                            |
| Vitória | 17-5   | Marcelo Barreira               | Nocaute (socos)                | ÁsperaFC 58: Aspera FC 58 - Aspera Fighting Championship | 04/11/2017 | 1     | 1:36  | Gaspar               | Conquistou o Cinturão 77 kg do ÁSPERA F.C. |
| Vitória | 16-5   | Jean Prestes                   | Nocaute (cotoveladas)          | ÁsperaFC 55: Aspera FC 55 - Aspera Fighting Championship | 12/08/2017 | 2     | 0:18  | Maringá              |                                            |
| Vitória | 15-5   | Cleiton Caetano                | Nocaute (socos)                | ÁsperaFC 51: Aspera FC 51 - Aspera Fighting Championship | 20/05/2017 | 2     | 0:55  | Fraiburgo            |                                            |
| Vitória | 14-5   | Júlio Cesar Bilik              | Finalização (mata-leão)        | ÁsperaFC 49: Glaico vs. Bilik                            | 18/02/2017 | 1     | 0:50  | Balneário Camboriú   |                                            |
| Derrota | 13-5   | Gregor Gillespie               | Decisão (unânime)              | UFC Fight Night: Cyborg vs. Lansberg                     | 24/09/2016 | 3     | 5:00  | Brasília             |                                            |
| Derrota | 13-4   | James Vick                     | Decisão (unânime)              | UFC 197: Jones vs. St. Preux                             | 23/04/2016 | 3     | 5:00  | Las Vegas, Nevada    |                                            |
| Vitória | 13-3   | Fernando Bruno                 | Finalização (mata-leão)        | UFC 190: Rousey vs. Correia                              | 01/08/2015 | 3     | 4:46  | Rio de Janeiro       | Venceu o The Ultimate Fighter Brasil 4     |
| Vitória | 12-3   | Wellington Soares              | Nocaute (joelhada)             | AFC - Aspera FC 11                                       | 30/08/2014 | 1     | 1:17  | Curitibanos          |                                            |
| Vitória | 11-3   | Piero Severo                   | Finalização (mata-leão)        | JVT - Championship 6                                     | 10/05/2014 | 1     | 1:55  | Caxias do Sul        |                                            |
| Derrota | 10-3   | Daniel Reis                    | Decisão (unânime)              | CTA Combat 2 - Lightweight GP                            | 15/03/2014 | 3     | 5:00  | Palmeira das Missões |                                            |
| Vitória | 10-2   | Robson Eduardo Maciel          | Finalização                    | CTA Combat 2 - Lightweight GP                            | 15/03/2014 | 1     | 1:27  | Palmeira das Missões |                                            |
| Vitória | 9-2    | Igor Soares                    | Decisão (unânime)              | Smash Fight 3 - Rising Stars                             | 07/12/2013 | 3     | 5:00  | Curitiba             |                                            |
| Vitória | 8-2    | Luis Guilherme Schattschneider | Finalização (mata-leão)        | CAMGFC - Curitibanos AMG Fight Champion 6                | 09/11/2013 | 1     | 1:24  | Curitibanos          |                                            |
| Vitória | 7-2    | Pedro Russo                    | Nocaute (socos)                | PCF - Predador Campos Fight 2                            | 05/10/2013 | 1     | 0:28  | Campos Novos         |                                            |
| Vitória | 6-2    | Jean Marcos Baiak Narciso      | Finalização (mata-leão)        | SMMA - Sparta MMA 9                                      | 15/09/2013 | 1     | 2:33  | Itajaí               |                                            |
| Vitória | 5-2    | Ebson Ferreira de Sousa        | Finalização (mata-leão)        | SMMA - Sparta MMA 8                                      | 24/07/2013 | 2     | 3:37  | Camboriú             |                                            |
| Vitória | 4-2    | Fernando Souza                 | Nocaute (socos)                | SMMA - Sparta MMA 7                                      | 15/06/2013 | 1     | 0:50  | Camboriú             |                                            |
| Derrota | 3-2    | Luis Fernando Erbes            | Decisão (unânime)              | NFC - NOCAUTE FIGHT CHAMPION                             | 13/04/2013 | 3     | 5:00  | Curitibanos          |                                            |
| Derrota | 3-1    | Anderson Gonçalves             | Finalização (triângulo de mão) | NCF - Nitrix Champion Fight 13                           | 05/01/2013 | 2     | 2:41  | Itajaí               |                                            |
| Vitória | 3-0    | Diogo Kadu                     | Nocaute (socos)                | Blufight MMA - Blufight 3                                | 27/10/2012 | 2     | 4:34  | Blumenau             |                                            |
| Vitória | 2-0    | Elvis Pitbull                  | Nocaute Técnico (socos)        | PCF - Predador Campos Fight                              | 08/09/2012 | 3     | 3:01  | Campos Novos         |                                            |
| Vitória | 1-0    | Charles Mariano Aguida         | Nocaute Técnico (socos)        | AVF - Alto Vale Fight 1                                  | 05/05/2012 | 1     | 0:19  | Rio do Sul           |                                            |